# Michael Madsen

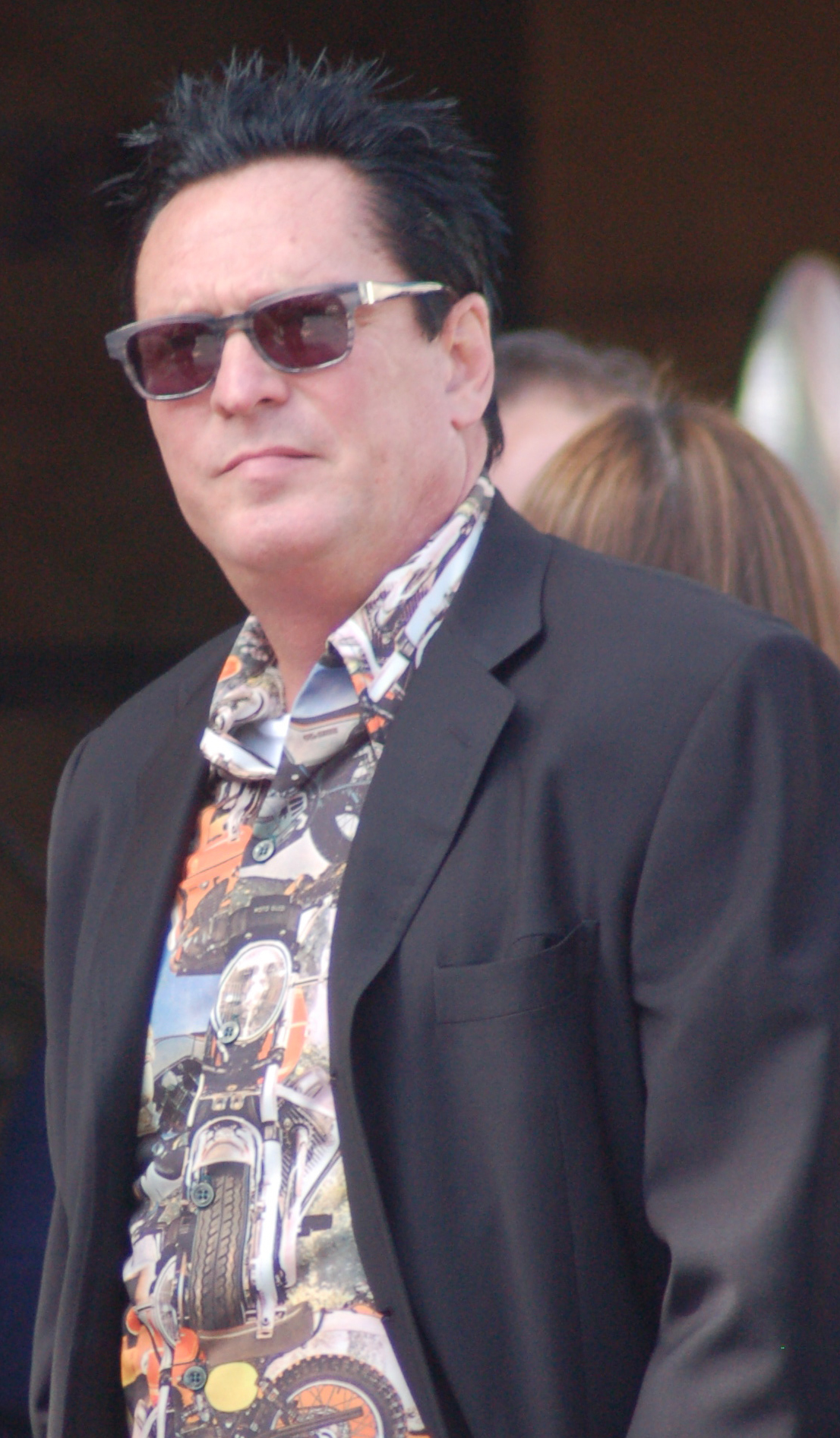
Michael Madsen în martie 2010

Michael Søren Madsen (n. 25 septembrie 1957, Chicago, Illinois, SUA – d. 3 iulie 2025, Malibu, California, SUA) a fost un actor, poet și fotograf american, devenit celebru pentru rolurile din Donnie Brasco, Kill Bill și Sin City.
S-a născut în Chicago. Tatăl său a câștigat premiul Emmy pentru poezie, a fost producător și scenarist, iar mama sa a renunțat la cariera de afacerist pentru a scrie. Are două surori, Virginia, care este actriță, și Cheri.
Și-a început cariera de actor la compania de teatru Steppenwolf din Chicago, unde a fost ucenicul lui John Malkovich.
S-a căsătorit pentru prima oară cu sora vitregă a lui Cher, Georganne LaPiere, dar mariajul nu a durat foarte mult. S-a recăsătorit ulterior cu Jeannine Bisignano cu care a avut doi copii. Nașul unuia dintre ei este binecunoscutul actor american Harvey Keitel. Nici acest mariaj însă nu a fost unul reușit. Maiden s-a recăsătorit cu Deanna Morgan în 1996. 
A fost fondatorul și promotorul multor acțiuni caritabile, în care i-a implicat și pe alți actori și muzicieni celebri, care pot susține cauzele copiilor care au nevoie de o mână de ajutor. De-a lungul timpului s-au alăturat acțiunilor sale Malcom Forbes, Peter Fonda, Larry Hagman, Robbie Krieger, David Crosby, Eric Burdon, Jackson Browne, Little Feat, Billy Idol, Bruce Springsteen și mulți alții.

## Filmografie
- Thelma și Louise (1991)
- Kill Bill: Volumul 1 (2003)
- Cei 8 odioși (2015)

### Film
| An   | Titlu                                                          | Rol                          | Note                            |
| ---- | -------------------------------------------------------------- | ---------------------------- | ------------------------------- |
| 1982 | Against All Hope                                               | Cecil Moe                    |                                 |
| 1983 | WarGames                                                       | Steve Phelps                 |                                 |
| 1984 | Racing with the Moon                                           | Frank                        |                                 |
| 1984 | The Natural                                                    | Bartholomew "Bump" Bailey    |                                 |
| 1987 | The Killing Time                                               | Stu                          |                                 |
| 1988 | Iguana                                                         | Sebastián                    |                                 |
| 1988 | Shadows in the Storm                                           | Earl                         |                                 |
| 1989 | Blood Red                                                      | Enzio                        |                                 |
| 1989 | Kill Me Again                                                  | Vince Miller                 |                                 |
| 1990 | The End of Innocence                                           | Earl                         |                                 |
| 1991 | The Doors                                                      | Tom Baker                    |                                 |
| 1991 | Thelma & Louise                                                | Jimmy Lennox                 |                                 |
| 1992 | Reservoir Dogs                                                 | Mr. Blonde / Vic Vega        |                                 |
| 1992 | Straight Talk                                                  | Steve                        |                                 |
| 1992 | Fatal Instinct                                                 | Cliff Burden                 |                                 |
| 1992 | Inside Edge                                                    | Richard Montana              |                                 |
| 1993 | Trouble Bound                                                  | Harry Talbot                 |                                 |
| 1993 | Free Willy                                                     | Glen Greenwood               |                                 |
| 1993 | Money for Nothing                                              | Detective Laurenzi           |                                 |
| 1993 | Almost Blue                                                    | Morris Poole                 | Direct-pe-video                 |
| 1993 | A House in the Hills                                           | Mickey                       |                                 |
| 1994 | The Getaway                                                    | Rudy Travis                  |                                 |
| 1994 | Blue Tiger                                                     | Gun Salesman                 | cameo, nemenționat              |
| 1994 | Season of Change                                               | Randy Parker                 |                                 |
| 1994 | Final Combination                                              | Detective Matt Dickson       |                                 |
| 1994 | Wyatt Earp                                                     | Virgil Earp                  |                                 |
| 1994 | Felidae                                                        | Bluebeard (voce)             | nemenționat dublajul în engleză |
| 1995 | Species                                                        | Preston "Press" Lennox       |                                 |
| 1995 | Free Willy 2: The Adventure Home                               | Glen Greenwood               |                                 |
| 1995 | Man with a Gun                                                 | John Wilbur Hardin           |                                 |
| 1996 | Mulholland Falls                                               | Eddie Hall                   |                                 |
| 1996 | The Winner                                                     | Wolf                         |                                 |
| 1996 | The Last Days of Frankie the Fly                               | Sal                          |                                 |
| 1996 | Red Line                                                       | Mr. Lawrence                 | Direct-pe-video                 |
| 1997 | Donnie Brasco                                                  | Sonny Black                  |                                 |
| 1997 | The Maker                                                      | Skarney                      |                                 |
| 1997 | The Girl Gets Moe                                              | Donnelly                     | Direct-pe-video                 |
| 1997 | Executive Target                                               | Nick James                   | Direct-pe-video                 |
| 1997 | Catherine's Grove                                              | Joe Mason                    | Direct-pe-video                 |
| 1998 | Surface to Air                                                 | Gunnery Sergeant Zach Massin |                                 |
| 1998 | Species II                                                     | Preston "Press" Lennox       |                                 |
| 1998 | Fait Accompli                                                  | Frank Barlow                 | Alt titlu: Voodoo Dawn          |
| 1999 | The Florentine                                                 | Whitey                       |                                 |
| 2000 | The Alternate                                                  | Agent Jack Briggs            |                                 |
| 2002 | Die Another Day                                                | Damian Falco                 |                                 |
| 2003 | Pauly Shore Is Dead                                            | rolul său                    |                                 |
| 2003 | My Boss's Daughter                                             | T.J.                         |                                 |
| 2003 | Kill Bill: Volume 1                                            | Budd                         |                                 |
| 2004 | Blueberry                                                      | Wallace Sebastian Blount     |                                 |
| 2004 | Kill Bill: Volume 2                                            | Budd                         |                                 |
| 2005 | Sin City                                                       | Detectiv Bob                 |                                 |
| 2005 | Chasing Ghosts                                                 | Kevin Harrison               |                                 |
| 2005 | BloodRayne                                                     | Vladimir                     |                                 |
| 2005 | The Chronicles of Narnia: The Lion, the Witch and the Wardrobe | Maugrim (voce)               | nemenționat                     |
| 2006 | All In                                                         | Seal                         |                                 |
| 2006 | Scary Movie 4                                                  | Oliver                       |                                 |
| 2006 | The Last Drop                                                  | Col. J.T. Colt               | Direct-pe-video                 |
| 2006 | Hoboken Hollow                                                 | J.T. Goldman                 | Direct-to-video                 |
| 2007 | Machine                                                        | Ray                          |                                 |
| 2007 | Living & Dying                                                 | Agent Lind                   |                                 |
| 2007 | Boarding Gate                                                  | Miles Rennberg               |                                 |
| 2007 | Strength and Honour                                            | Sean Kelleher                |                                 |
| 2007 | Tooth and Nail                                                 | Jackal                       |                                 |
| 2008 | Hell Ride                                                      | The Gent                     |                                 |
| 2008 | Last Hour                                                      | Monk                         |                                 |
| 2008 | Vice                                                           | Max Walker                   |                                 |
| 2008 | Break                                                          | The Associate                |                                 |
| 2008 | House                                                          | Tin Man                      |                                 |
| 2009 | You Might as Well Live                                         | Clinton Manitoba             |                                 |
| 2009 | Shannon's Rainbow                                              | Dave Blair                   |                                 |
| 2009 | Green Lantern: First Flight                                    | Kilowog (voice)              | Direct-pe-video                 |
| 2009 | The Bleeding                                                   | Father Roy                   |                                 |
| 2010 | The Killing Jar                                                | Doe                          |                                 |
| 2010 | Let the Game Begin                                             | Dr. Turner                   |                                 |
| 2010 | The Big I Am                                                   | Martell                      |                                 |
| 2010 | Terror Trap                                                    | Carter                       |                                 |
| 2010 | The Brazen Bull                                                | The Man                      |                                 |
| 2011 | Not Another Not Another Movie                                  | Lester Storm                 |                                 |
| 2011 | Forest of the Living Dead                                      | Lt. Brandon Ross             |                                 |
| 2011 | The Lion of Judah                                              | Boss (voice)                 |                                 |
| 2011 | Loosies                                                        | Lt. Nick Sullivan            |                                 |
| 2011 | The 5th Execution                                              | Rik                          |                                 |
| 2011 | Dirty Little Trick                                             | Vito                         | Direct-pe-video                 |
| 2012 | Amsterdam Heavy                                                | Martin Keele                 | Direct-pe-video                 |
| 2012 | Eldorado                                                       | Ted                          | Direct-pe-video                 |
| 2012 | Desperate Endeavors                                            |                              |                                 |
| 2012 | Infected                                                       | Louis                        |                                 |
| 2012 | Prince of the City                                             | Ben Carlton                  |                                 |
| 2013 | Along the Roadside                                             | Jerry                        |                                 |
| 2013 | Ashley                                                         | Bill                         |                                 |
| 2013 | I'm in Love with a Church Girl                                 | Frank Harris                 |                                 |
| 2014 | The Ninth Cloud                                                | Bob                          |                                 |
| 2014 | Skoryy 'Moskva-Rossiya'                                        | Agent                        |                                 |
| 2015 | Skin Traffik                                                   | The Boss                     |                                 |
| 2015 | Lumberjack Man                                                 | Dr. Peter Shirtcliff         |                                 |
| 2015 | No Deposit                                                     | Peter Shay                   |                                 |
| 2015 | Hope Lost                                                      | Manol                        |                                 |
| 2015 | Flipped                                                        | Casey                        |                                 |
| 2015 | Death in the Desert                                            | Ray Easler                   |                                 |
| 2015 | The Hateful Eight                                              | Joe Gage                     |                                 |
| 2016 | Magi                                                           | Lawrence Irlam               |                                 |
| 2016 | Vigilante Diaries                                              | Moreau                       |                                 |
| 2016 | Kidnapped in Romania                                           | Mihai                        |                                 |
| 2017 | Rock Paper Dead                                                | Doyle Dechert                |                                 |
| 2017 | The Broken Key                                                 | Tully De Marco               |                                 |
| 2017 | Benzin                                                         | Max                          |                                 |
| 2018 | Papa                                                           | Ivan                         |                                 |
| 2019 | The Garden Left Behind                                         | Kevin                        |                                 |
| 2019 | Welcome to Acapulco                                            | Hyde                         | Direct-pe-DVD                   |
| 2019 | Trading Paint                                                  | Linsky                       |                                 |
| 2019 | Once Upon a Time in Hollywood                                  | șeriful Hackett              | Cameo                           |
| 2019 | QT8: The First Eight                                           | rolul său                    |                                 |
| 2019 | Arctic Dogs                                                    | Duke (voce)                  |                                 |
| 2020 | Nishabdham                                                     | Richard Dickens              | film indian                     |

### Televiziune
| An        | Titlu                                     | Rol                           | Note                                     |
| --------- | ----------------------------------------- | ----------------------------- | ---------------------------------------- |
| 1983      | St. Elsewhere                             | Mike O'Connor                 | 2 episoade                               |
| 1983      | Special Bulletin                          | Jimmy Lenox                   | Film de televiziune                      |
| 1984      | Cagney & Lacey                            | Boyd Evans Strout             | Episodul: "Heat"                         |
| 1984      | Miami Vice                                | Sally Alvarado                | Episodul: "Give a Little, Take a Little" |
| 1985      | The Hitchhiker                            | John Hampton                  | Episodul: "Man at the Window"            |
| 1985–1986 | Our Family Honor                          | Augie Danzig                  | 13 episoade                              |
| 1986      | Crime Story                               | Johnny Fosse                  | 2 episoade                               |
| 1988      | War and Remembrance                       | Lt. "Foof" Turhall            | Episodul: "Part I"                       |
| 1989      | Almost Grown                              | Walter Zmuida                 | Episodul: "Take It Slow"                 |
| 1989      | Tour of Duty                              | Sergeant Greg Block           | Episodul: "Sleeping Dogs"                |
| 1989      | Jake and the Fatman                       | Chase                         | Episodul: "Snowfall"                     |
| 1989      | Quantum Leap                              | Blue                          | Episodul: "Jimmy - October 14, 1964"     |
| 1990      | Montana                                   | Pierce                        | Film de televiziune                      |
| 1990      | The Outsiders                             | Mick Jenkins                  | Episodul: "The Beat Goes On"             |
| 1991      | Gabriel's Fire                            | Stan Frankel                  | Episodul: "Finger on the Trigger"        |
| 1992      | Baby Snatcher                             | Cal Hudson                    | Film de televiziune                      |
| 1992      | Beyond the Law                            | Blood                         | Film de televiziune                      |
| 1998–1999 | Vengeance Unlimited                       | Mr. Chapel                    | 15 episoade                              |
| 1999      | Supreme Sanction                          | Dalton                        | Film de televiziune                      |
| 2000      | High Noon                                 | Frank Miller                  | Film de televiziune                      |
| 2000      | Sacrifice                                 | Tyler Pierce                  | Film de televiziune                      |
| 2001      | Big Apple                                 | Terry Maddock                 | 8 episoade                               |
| 2001–2005 | Animal Precinct                           | Narrator (voice)              | Television documentary                   |
| 2003      | 44 Minutes: The North Hollywood Shoot-Out | Detective Frank McGregor      | Film de televiziune                      |
| 2004      | Frankenstein                              | Detective Harker              | Film de televiziune                      |
| 2005      | Tilt                                      | Donovan 'The Matador' Everest | 9 episoade                               |
| 2007      | Croc                                      | Croc Hawkins                  | Film de televiziune                      |
| 2008      | Crash and Burn                            | Vincent Scaillo               | Film de televiziune                      |
| 2010      | CSI: Miami                                | Cooper "Coop" Daly            | Episodul: "L.A."                         |
| 2010      | 24                                        | Jim Ricker                    | 4 episoade                               |
| 2012      | Bob's Burgers                             | Kevin Costner (voice)         | Episodul: "Moody Foodie"                 |
| 2012      | Piranhaconda                              | Professor Lovegrove           | Film de televiziune                      |
| 2012      | Blue Bloods                               | Benjamin Walker               | Episodul: "Family Business"              |
| 2012–2013 | The Mob Doctor                            | Russell King                  | 3 episoade                               |
| 2013      | Golden Boy                                | Walter Clark Sr.              | 2 episoade                               |
| 2013      | Axe Cop                                   | Baby Man (voice)              | Episodul: "No More Bad Guys"             |
| 2014      | Hawaii Five-0                             | Roy Parrish                   | Episodul: "Na hala a ka makua"           |
| 2015      | Big Time in Hollywood, FL                 | Harvey Scoles                 | 5 episoade                               |
| 2016      | Powers                                    | Patrick / Supershock          | 7 episoade                               |
| 2016      | Those Who Can't                           | Officer Callahan              | Episodul: "Wet Dreams May Come"          |
| 2016      | Real Detective                            | Phil Ryan, Texas Ranger       | Episodul: "Damage"                       |
| 2017      | The Wrong Neighbor                        | Coach 'Jaws' Jaworski         | Film de televiziune                      |
| 2018      | Megalodon                                 | Admiral King                  | Film de televiziune                      |